# Carlos Augusto de Baden-Durlach
Carlos Augusto de Baden-Durlach (Durlach, 14 de noviembre de 1712-Karlsruhe, 30 de septiembre de 1786),  Regente del ducado de Baden-Durlach en nombre de Carlos Federico de Baden de 1738 a 1746.

## Biografía
Carlos Augusto era hijo de Cristóbal de Baden-Durlach, un hijo menor del margrave Federico VII Magno de Baden-Durlach y de María Cristina Felicidad de Leiningen-Dachsburg-Falkenburg-Heidesheim, hija del conde Juan de Leiningen-Dagsburg-Falkenburg. Carlos Augusto recibió su primera educación en la corte de su tío, el margrave Carlos III Guillermo de Baden-Durlach, y estudió en la Universidad de Lausana en Suiza. En 1735, se alistó en el ejército imperial con el grado de general y en 1760 fue nombrado mariscal de campo, grado con el cual participó en la batalla de Rossbach en el curso de la Guerra de los Siete Años. De 1749 a 1752 fue comandante en jefe del ejército de Wurtemberg.
Cuando Carlos III Guillermo murió repentinamente el 12 de mayo de 1738, el hijo de este último, Carlos Federico de Baden de 10 años de edad, necesitaba ser ayudado en el gobierno por Carlos Augusto, que intervino como regente del margraviato de Baden-Durlach. La viuda del difunto margrave pretendió la regencia para ella misma, manteniendo la corte en el castillo de Durlach. Para frustrar esta iniciativa, Carlos Augusto optó por trasladar el gobierno a Karlsruhe, en lo que constituye el principio del ascenso de la ciudad a su papel de capital.
Para aplacar la contienda familiar, los asuntos del gobierno se confiaron a un estadista, el conde Friedrich Johann Emich von Üxküll-Gyllenband, el cual siguió una política amistosa hacia Austria. En 1741, de hecho, tras la ascensión al trono de María Teresa I de Austria y el estallido de la Guerra de Sucesión Austriaca, la emperatriz había buscado un consenso en el seno de los Estados que componían el Imperio en las tierras que Austria consideraba parte de su territorio como privilegio feudal. El regente y el margrave se pusieron de acuerdo en renunciar a los territorios del landgraviato de Szumirad, así como a Badenweiler y Rötteln a cambio de compensaciones y de un juramento de fidelidad a la causa de la sucesión de María Teresa. La regencia de Carlos Augusto en nombre del conde Carlos Federico fue breve; duró hasta la mayoría de este último en 1746. Carlos Augusto se retiró de la vida pública y murió en 1786.

## Matrimonio y descendencia
Carlos Augusto se casó mediante matrimonio morganático con Juliane Schmid titulada "dama de Ehrenberg", nombre con el que fueron conocidos sus hijos:
- Cristóbal Augusto (14 de septiembre de 1773–Bruchsal, 12 de octubre de 1839)
- Augusto (1776-Vilna, Lituania, 1813), muerto en servicio en la Grande Armée de Napoleón en la campaña de Rusia
- Guillermina (Durlach, 15 de septiembre de 1780-Karlsruhe, 8 de noviembre de 1854), se casó con el coronel Ludwig von Cancrin en 1804 en Karlsruhe
- Carlos Ernesto Luis (Durlach, 1783-Heidelberg, 1817), se casó en 1809 en Massenbach con la baronesa Federica Cristina Leonor de Massenbach (Usingen, 1786-Heidelberg, 1855)
- Luis Federico (m. 1786 en Durlach)
- Carolina Augusta (n. 1781 en Durlach)
- Catalina Luisa (Durlach, 1785-Karlsruhe, 1806)